# Arcidiecéze kantonská

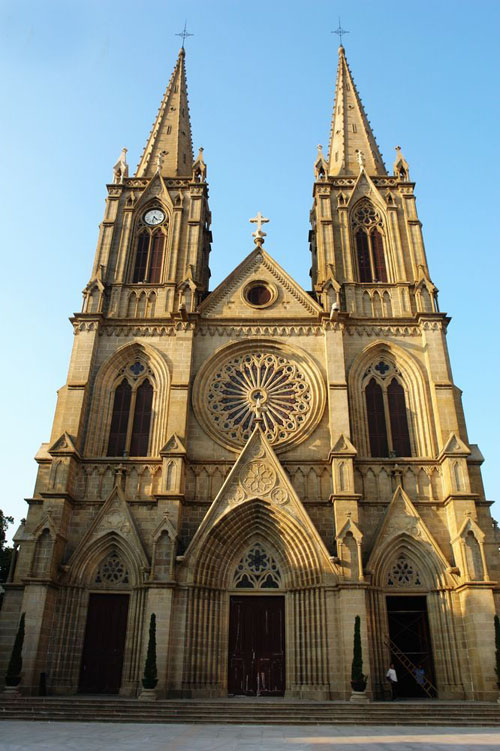
Jižní strana katedrály Nejsvětějšího Srdce Páně v Kantonu, sídelního kostela Arcidiecéze kantonské

Arcidiecéze kantonská (latinsky Archidioecesis Coamceuvensis) je římskokatolická arcidiecéze v Čínské lidové republice. Sídlem arcibiskupa je Kanton, sídelním kostelem katedrála Nejsvětějšího Srdce Ježíšova v Kantonu. Byla ustavena jako apoštolský vikariát v roce 1848, arcidiecézí se stala v roce 1946.